# رينالدو بالكمان
رينالدو بالكمان (بالإنجليزية: Renaldo Balkman) مواليد 14 يوليو 1984 في جزيرة ستاتن، هو لاعب كرة سلة محترف بورتوريكي بدأ مسيرته الاحترافية في سنة 2006 حيث تم اختياره من قبل فريق نيويورك نيكس خلال الدرافت، يلعب في دوري بورتوريكو لكرة السلة ويحمل الرقم 32. يبلغ طوله 6 قدم 8 بوصة (2.0 م).

## فرق لعب لها
- نيويورك نيكس
- دنفر ناغتس

## إحصائيات المسيرة

### الموسم الاعتيادي
| السنة   | الفريق       | لعب | بدأ | دقيقة | ميداني% | ثلاثية | حرة  | ارتداد | صنع | استلاب | تصدي | نقطة |
| ------- | ------------ | --- | --- | ----- | ------- | ------ | ---- | ------ | --- | ------ | ---- | ---- |
| 2006–07 | نيويورك نيكس | 68  | 1   | 15.6  | .505    | .185   | .567 | 4.3    | .6  | .8     | .6   | 4.9  |
| 2007–08 | نيويورك نيكس | 65  | 0   | 14.6  | .489    | .083   | .432 | 3.3    | .6  | .7     | .5   | 3.4  |
| 2008–09 | دنفر ناغتس   | 53  | 10  | 14.7  | .558    | .286   | .646 | 3.8    | .6  | .9     | .4   | 5.0  |
| 2009–10 | دنفر ناغتس   | 13  | 1   | 7.0   | .333    | .000   | .333 | 1.8    | .5  | .6     | .2   | 1.1  |
| 2010–11 | دنفر ناغتس   | 5   | 0   | 8.8   | .556    | .000   | .750 | .8     | .4  | .6     | .4   | 2.6  |
| 2010–11 | نيويورك نيكس | 3   | 0   | 6.0   | .250    | .500   | .000 | 1.0    | .0  | .3     | .0   | 1.0  |
| 2011–12 | نيويورك نيكس | 14  | 0   | 8.2   | .500    | .222   | .727 | 1.9    | .4  | .3     | .2   | 3.0  |
| المسيرة |              | 221 | 12  | 13.9  | .510    | .172   | .542 | 3.5    | .6  | .7     | .5   | 4.0  |

### التصفيات
| السنة   | الفريق     | لعب | بدأ | دقيقة | ميداني% | ثلاثية | حرة  | ارتداد | صنع | استلاب | تصدي | نقطة |
| ------- | ---------- | --- | --- | ----- | ------- | ------ | ---- | ------ | --- | ------ | ---- | ---- |
| 2009    | دنفر ناغتس | 8   | 0   | 2.5   | .333    | .000   | .000 | .5     | .1  | .5     | .0   | .5   |
| المسيرة |            | 8   | 0   | 2.5   | .333    | .000   | .000 | .5     | .1  | .5     | .0   | .5   |

## روابط خارجية
- رينالدو بالكمان على موقع الاتحاد الدولي لكرة السلة (الإنجليزية)
- رينالدو بالكمان على موقع إن بي أي (الإنجليزية)
- رينالدو بالكمان على موقع سبورتس رفرنس (الإنجليزية)
- رينالدو بالكمان على موقع كرة السلة الأوروبية.كوم (الإنجليزية)
- رينالدو بالكمان على موقع كلية كرة السلة في سبورتس رفرنس.كوم (الإنجليزية)
- رينالدو بالكمان على موقع ريلجم (الإنجليزية)
- رينالدو بالكمان على موقع بروبوليرز (الإنجليزية)
- رينالدو بالكمان على موقع سبورتس رفرنس (الإنجليزية)
- رينالدو بالكمان على موقع سبورتس رفرنس (الإنجليزية)